# Торонто (аэропорт)
Международный аэропорт Торонто имени Лестера Б. Пирсона (ИАТА: YYZ, ИКАО: CYYZ) — главный международный аэропорт, обслуживающий город Торонто (провинция Онтарио), Канада. Аэропорт расположен в 27 км к северо-западу от центра Торонто в городе Миссиссага (небольшая часть находится на территории Этобико, района Торонто). Является основным аэропортом для густонаселённого района Южного Онтарио, включая и охватывая район Большого Торонто, называемого также Золотой Подковой. Назван в честь 14-го премьер-министра страны Лестера Б. Пирсона.
Торонто Пирсон является самым большим и наиболее загруженным аэропортом Канады. В 2008 году он обслужил 32,3 миллиона пассажиров, обработал 429 262 операций по взлётам и посадкам самолётов и вышел на 22-е место в списке наиболее загруженных аэропортов мира по данному показателю. Двумя годами ранее Торонто Пирсон был признан лучшим аэропортом мира по версии Института Управления Транспортом в Великобритании. Деятельность аэропорта находится в ведении Управления аэропортами Большого Торонто, которое в свою очередь входит в состав Министерства транспорта Канады. Торонто Пирсон является одним из восьми коммерческих аэропортов Канады, в которых работают пункты предварительного прохождения пограничного контроля США (US border preclearance).
Международный аэропорт Торонто является главным транзитным узлом (хабом) флагманской авиакомпании Air Canada и, следовательно, крупнейшим авиаузлом глобального авиационного альянса пассажирских перевозок Star Alliance в Канаде. В качестве своего хаба аэропорт используют также авиакомпании Air Canada Jazz, Air Georgian , Air Transat, Fedex Express, Sunwing Airlines, WestJet и чартерная компания Skyservice. Основные авиаперевозчики, работающие в Торонто Пирсон, обслуживают крупную маршрутную сеть по большим, средним и малым городам Канады. На международных перевозках работают 74 авиакомпании, предоставляющие услуги беспосадочных полётов в более, чем 100 городов Соединённых Штатов Америки, Мексики, Азии, Европы, Центральной и Южной Америки, стран Карибского бассейна, Ближнего Востока и Океании.

## История

### Аэропорт Мэлтон (1937—1960 годы)

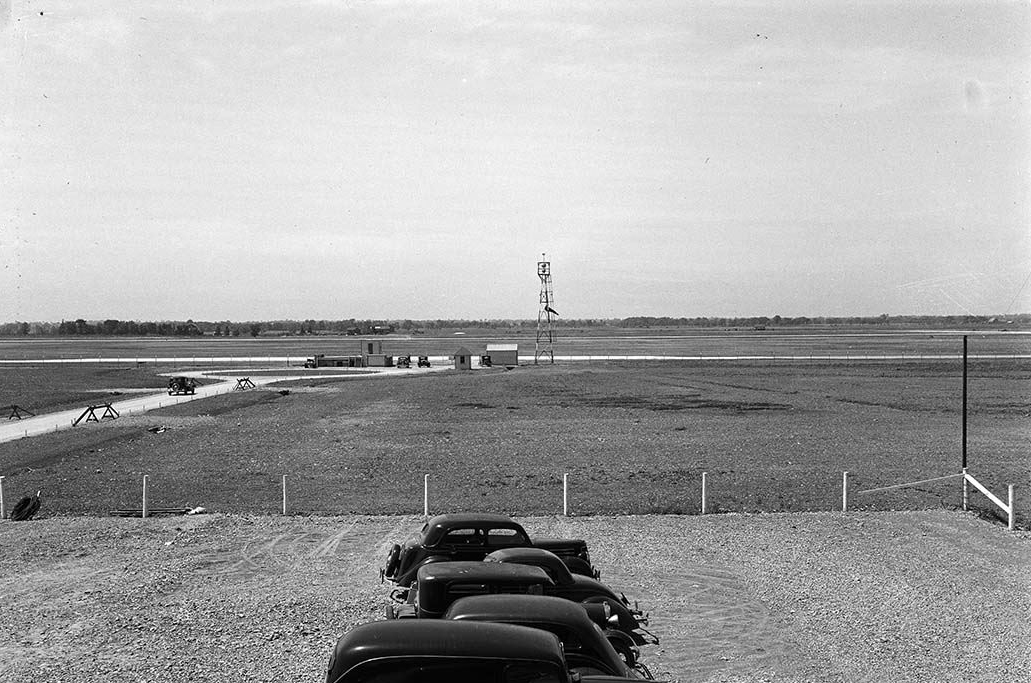
Аэропорт Мэлтон, 1939 год

Работы по строительству первоначальной инфраструктуры аэропорта начались в 1937 году на месте девяти сельскохозяйственных угодий, выкупленных муниципальным комитетом Торонто у частных владельцев. Открытие Аэропорта Мэлтон, получившего своё название по имени находившегося неподалёку одноимённого городка, состоялось в 1939 году. Территория аэропорта была окружена с севера автодорогой «Дерри», с востока — автодорогой «Аэропорт» (шестая линия), с юга — дорогой «Элмбенк-Сайд-Роуд» и автотрассой «Торбрэм-Роуд» (пятая линия) — с западной части.
Первый пассажирский терминал был построен в 1938 году и представлял собой стандартное здание без излишеств и украшений, реконструированное из бывшей частной усадьбы. Общая площадь территории аэропорта к 1939 году составила 420 акров (1,7 км²), его инфраструктура включала в себя полную систему освещения аэропортовой зоны, радио- и метеорологическое оборудование, две взлётно-посадочные полосы с твёрдым покрытием и одну полосу на расчищенной траве.
В 1940 году Аэропорт Мэлтон был приобретён муниципалитетом города Торонто. В период с июня 1940 по июль 1942 года аэропорт использовался в качестве базы для начальной школы обучения лётчиков, являвшейся частью Тренировочной программы лётчиков Британского содружества (англ. British Commonwealth Air Training Plan (BCATP)). В 1942 году в аэропорту построена диспетчерская вышка управления движением.
Второе здание пассажирского терминала, схожее дизайном с функционирующим терминалом Аэропорта Торонто-Айленд, было возведено в 1949 году для замены сильно устаревшего к тому времени первого терминала. Пропускная способность сданного в эксплуатацию здания составила 400 тысяч пассажиров в год;, на крыше терминала была размещена смотровая площадка. Дальнейшее расширение территории аэропорта происходило в южном и западном направлениях, что в конечном итоге привело к исчезновению довольно большого населённого пункта Элмбенк. Аэропорт Мэлтон эксплуатировал взлётно-посадочную полосу 14/32 длиной 3368 метров, которая использовалась для испытательных полётов сверхзвуковых истребителей-перехватчиков Avro Canada CF-105 Arrow производства корпорации Avro Canada и в настоящее время представляет собой рулёжную дорожку 05/23; взлётно-посадочную полосу 14/32 длиной 3498 метров с севера на юг, впоследствии заменённую полосой 15L/33R, и взлётно-посадочную полосу 10/28 длиной 2263 метра с северо-запада на юго-восток, в текущий момент используемую также в качестве рулёжной дорожки.
В 1958 году Аэропорт Мэлтон перешёл в ведение Министерства транспорта Канады, а в 1960 году был переименован в Международный аэропорт Торонто.

### Международный аэропорт Торонто (1960—1984 годы)

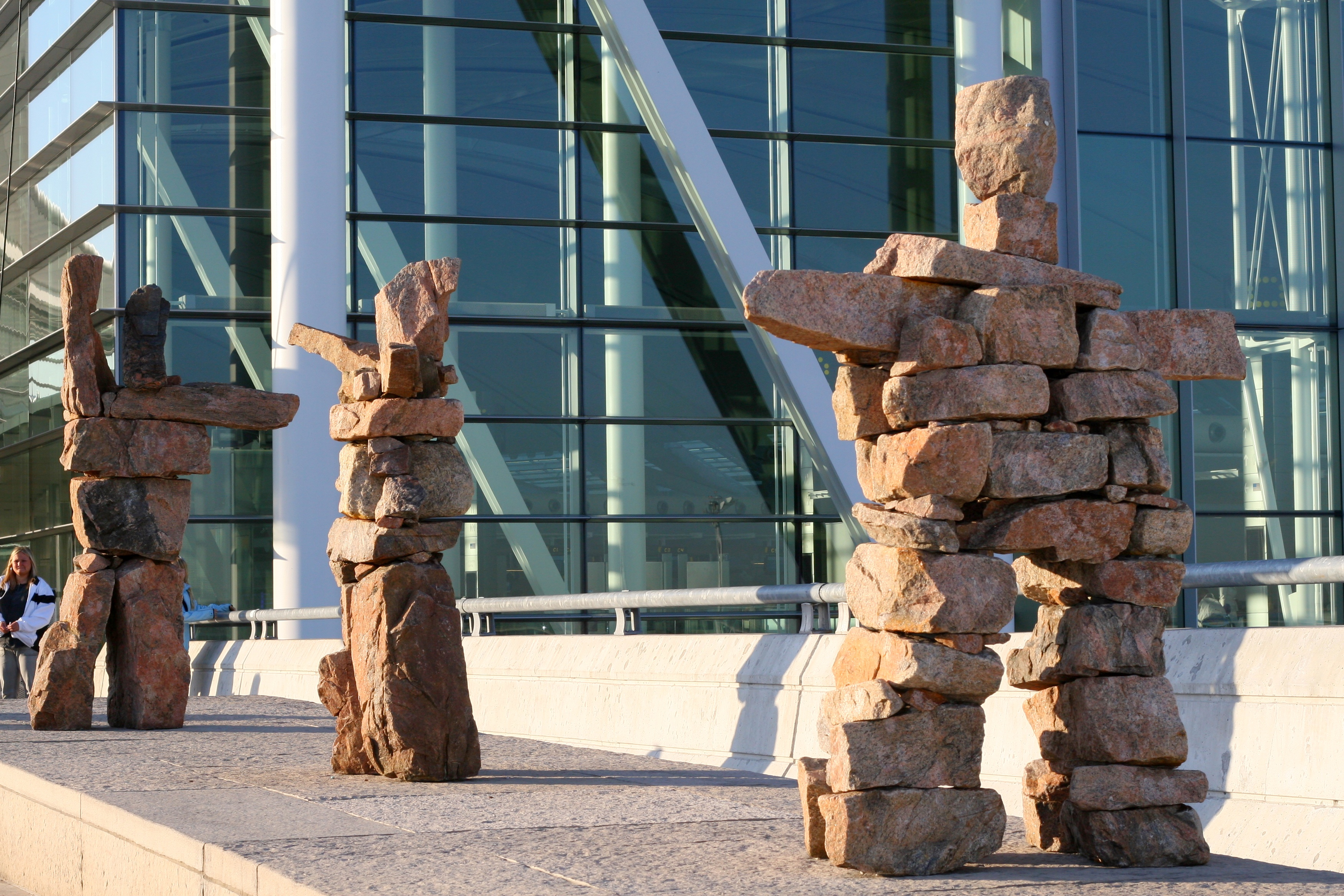
Каменные скульптуры инуксуит на входе в зал отправления терминала 1 аэропорта

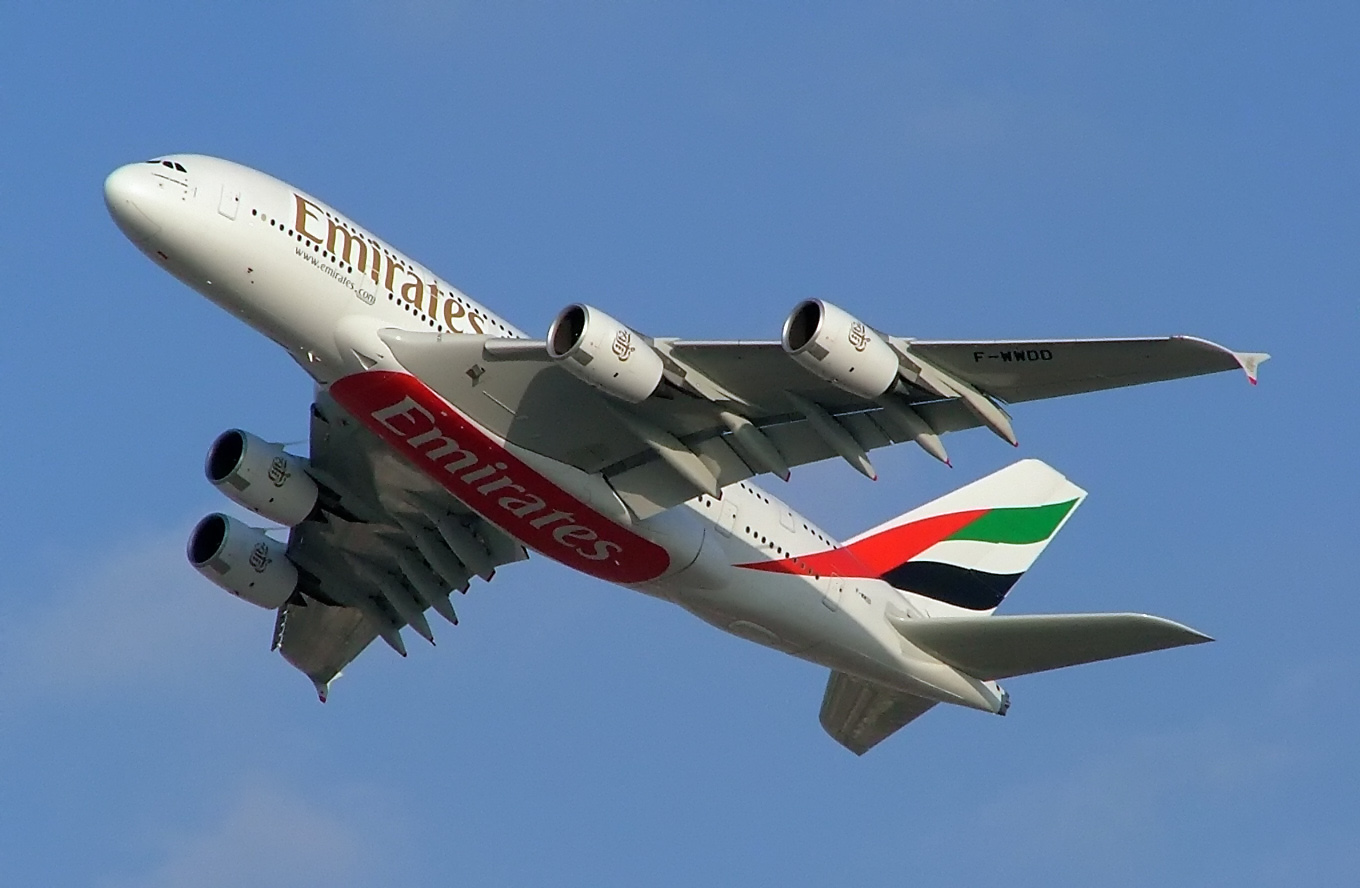
Крупнейший в мире пассажирский лайнер Airbus A380 соединяет регулярными рейсами Международный аэропорт Торонто Пирсон с Международным аэропортом Дубая

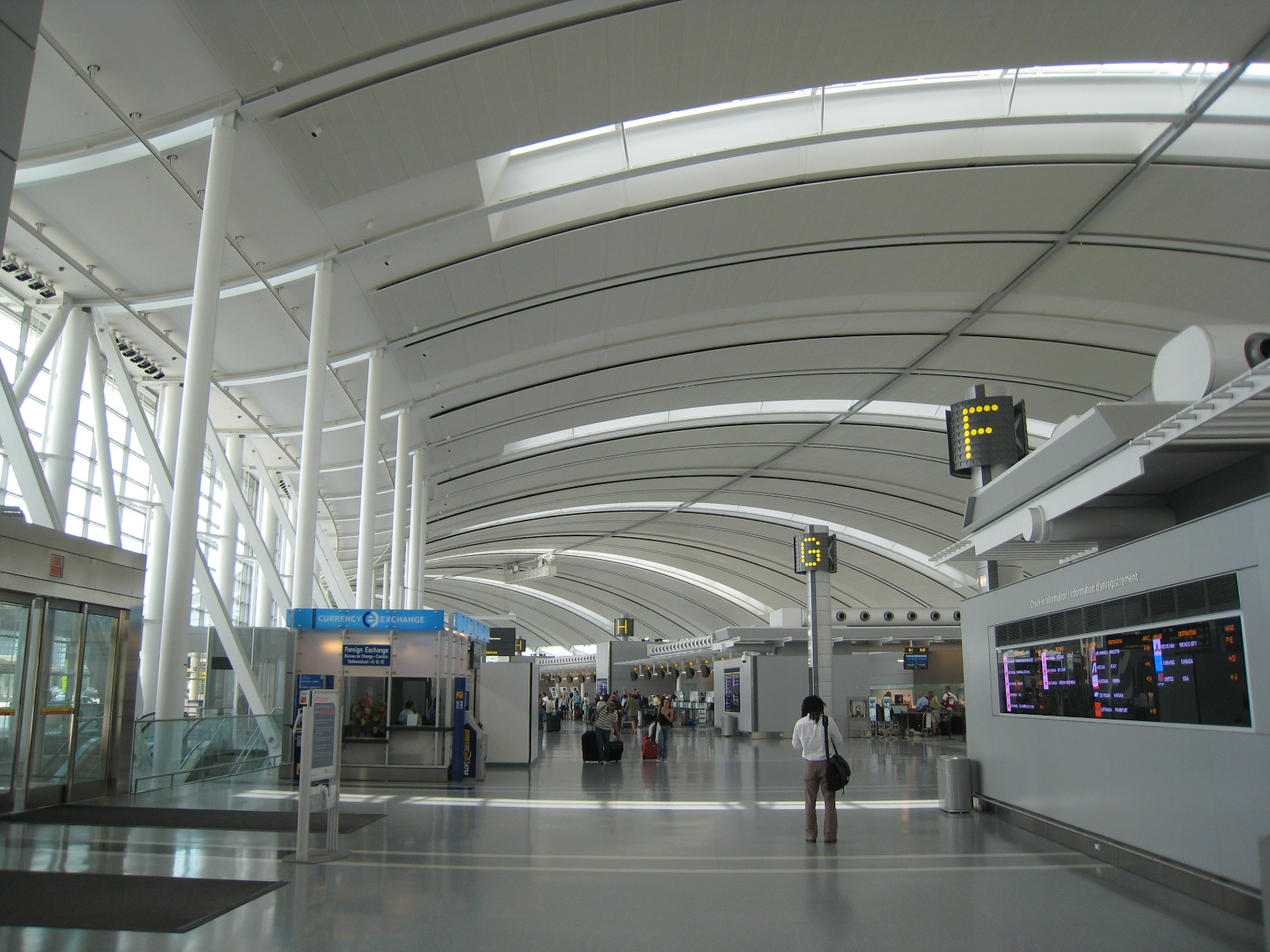
Зона регистрации пассажиров в Терминале 1

Начало эры реактивных пассажирских перевозок ознаменовало бурный рост отрасли коммерческой авиации во всём мире. Во второй половине 1960-х годов существующая инфраструктура аэропорта подошла к своему пределу пропускной способности обслуживания пассажирского потока, поэтому было принято решение о сносе второго терминала и строительстве нового здания пассажирского терминала 1 (Т1), представлявшего собой квадратную коробку с восьмиуровневой крытой автомобильной стоянкой, по периметру которой размещались входы-выходы в здание аэровокзала с общей зоны и выходы на посадку в самолёты (гейты) — из стерильной зоны безопасности аэропорта. Дизайн терминала был разработан Джоном Паркином, а сам проект реализован в период с 1957 по 1964 годы.
В целях уменьшения пассажирского потока через Международный аэропорт Торонто в 1972 году правительство Канады выкупило земли в восточной части города с перспективой строительства второго крупного авиаузла с рабочим названием «Аэропорт Пикеринг». Реализация данного проекта была отложена в 1975 году в первую очередь благодаря постоянным протестам общественных активистов и экологических организаций. Тем не менее, права на выкупленные земли сохраняются за федеральным правительством и в настоящее время.
В конце 1960-х годов объём обслуживаемого пассажирского потока Терминала 1 подошёл к своему практическому максимуму, в результате чего было принято решение о строительстве ещё одного здания Терминала 2 (Т2), в который предполагалось перенести все грузовые операции аэропорта. Терминал 2 официально был открыт 15 июня 1972 года и некоторое время проработал только с грузовыми перевозками, однако, после приостановки проекта возведения «Аэропорта Пикеринг» руководство Международного аэропорта Торонто было вынуждено провести работы по реконструкции здания Терминала 2 и переоборудования его под пассажирский терминал, который в своём окончательном виде разместился в двух этажах и имел 26 выходов на посадку (контактных гейтов). На первом этапе Т2 обслуживал только чартерные авиакомпании, а с 29 апреля 1973 года стал центральной зоной обслуживания рейсов флагманского перевозчика страны Air Canada. Терминал 1 был связан с северо-восточной частью Терминала 2 посредством закрытого перехода, оборудованного движущимися платформами.
После сдачи в эксплуатацию здания Терминала 2 руководство аэропорта планировало построить третий и четвёртый пассажирские терминалы, которые являлись бы точной копией здания Т1. Однако, в связи с массовым выходом на рынок широкофюзеляжных самолётов было принято решение отказаться от концепции кругового комплекса аэропорта
Операционные мощности Терминала 2 использовались для трёх крупных авиакомпаний: American Airlines, British Overseas Airways Corporation (на базе которой позднее была образована British Airways) и Canadian Pacific Air Lines (в конце 1970-х годов вошедшая в состав Canadian Airlines). Терминал 2 был формально разделён на три отдельные зоны: западное крыло обслуживало внутренние рейсы Canadian Pacific Airlines, центральная часть аэровокзала предназначалась для международных рейсов British Overseas Airways, восточное крыло терминала обслуживало трансграничные маршруты American Airlines.
После нескольких лет активной эксплуатации стало очевидно, что инфраструктура Терминала 2 не способна справиться с возрастающим трафиком и требованиями пассажиров к дополнительным услугам и сервису. В качестве основных претензий выдвигались проблемы отсутствия крытой автомобильной стоянки и катастрофичный недостаток окон в здании Т2. По сумме недостатков инфраструктуры авиакомпании American Airlines и British Overseas Airways отказались от услуг Терминала 2 и перевели обслуживание своих рейсов обратно в здание Терминала 1, а в Т2 вынудили перевести свои рейсы магистральную авиакомпанию Air Canada. В конце 1970-х годов здание Терминала 2 было очередной раз реконструировано, после чего в него перешёл ещё один канадский магистральный перевозчик Canadian Airlines, обслуживавшийся в терминале вплоть до 2000 года. Западное крыло Т2 осталось за внутренними рейсами, средняя часть аэровокзала обслуживала рейсы Air Canada по её специальной программе «Rapidair» в Международный аэропорт Оттавы Макдональд/Картье и Международный аэропорт Монреаля Дорваль, восточное крыло отводилось для рейсов в США, при этом в конце восточной зоны был размещён дополнительный зал для обслуживания международных рейсов обеих авиакомпаний, Air Canada и Canadian Airlines. Вдоль южной части Терминала 2 был организован переход, соединяющий зону таможенного контроля и стерильную зону международных рейсов, что дало возможность транзитным пассажирам международных рейсов перемещаться между залами отправления без прохождения таможенного досмотра.

### Международный аэропорт Торонто Пирсон (1984 — по настоящее время)
В 1984 году аэропорт сменил своё официальное название на Международный аэропорт имени Лестера Б. Пирсона в честь лауреата Нобелевской премии мира, 14-го премьер-министра Канады Лестера Боулса Пирсона. В дальнейшем полуофициальными названиями аэропорта стали «Торонто Пирсон», «Международный аэропорт Торонто Пирсон», а зачастую и просто «Пирсон».
В 1991 году было введено в эксплуатацию здание пассажирского Терминала 3, принявшего на себя львиную часть пассажирского потока перегруженных сверх всякой меры терминалов 1 и 2. С 1971 года и вплоть до его открытия «терминалом 3» назывался небольшой ангар, построенный для обслуживания рейсов Canadian Pacific Airlines, пассажирский трафик на рейсах которой не вписывался в мощности двух главных пассажирских терминалов. В настоящее время этот ангар находится рядом с грузовым терминалом аэропорта, но не используется ни пассажирскими, ни грузовыми авиакомпаниями.
В 1996 году правительство страны начало реализацию Национальной программы аэропортов Канады, в соответствии с которой Международный аэропорт Пирсон был выведен из собственности федерального Министерства транспорта и передан в Управление аэропортами Большого Торонто. Спустя короткое время была запущена программа масштабного развития аэропорта, нацеленная на реконструкцию пассажирских терминалов, повышение комфортности залов аэровокзала, усиление безопасности в стерильных зонах (выходах на посадку и залах ожидания вылета) и других назревших к тому времени проблемах аэропортового комплекса. Программа была рассчитана на десятилетний период, суммарный бюджет проекта составил 4,4 миллиарда канадских долларов (почти 4 миллиарда долларов США).
Работы по обновлению аэропорта начались с замены зданий Терминалов 1 и 2 новым современным и функциональным зданием, в настоящее время известным под названием Терминал 1. Одновременно велась полная реконструкция инфраструктуры услуг и обслуживания воздушных судов. В центре аэропортовой территории между двумя параллельными взлётно-посадочными полосами было возведено здание грузового терминала, при этом все операции по обработке грузовых авиакомпаний были выведены из основных терминалов в грузовой. В 1997 году завершены работы по строительству третьей полосы 15R/33L, а в 2002 году — четвёртой ВПП 06R/24L, что позволило существенно увеличить трафик самолётов в Международном аэропорту Торонто Пирсон, причём настолько, что в 2005 году порт вошёл в тридцатку самых загруженных аэропортов мира по количеству операций взлётов и посадок самолётов в год.
После террористических атак 11 сентября 2001 года Торонто Пирсон стал частью проводимой Министерством транспорта Канады контр-террористической операции Жёлтая лента.
6 апреля 2004 года введён в действие новый пассажирский Терминал 1. До запуска Т1 мощности Терминала 2 использовались для обслуживания внутренних и международных рейсов, после ввода в эксплуатацию Т1 все внутренние рейсы были переведены в новый терминал, оставив в Т2 обслуживание международных маршрутов авиакомпании Air Canada и её партнёров по глобальному авиационному альянсу пассажирских перевозок Star Alliance.
Терминал 2 проработал вплоть до своего закрытия 29 января 2007 года, после чего на следующий день авиакомпании были вынуждены временно переместить обслуживание своих рейсов в зону F Терминала 1. Работы по сносу здания Терминала 2 начались в апреле 2007 и закончились в ноябре следующего года. В настоящее время суммарная пропускная способность Т1 и Т3 составляет до 55 миллионов пассажиров в год, конфигурации зданий пассажирских терминалов 1 и 3 предусматривают их дальнейшее расширение на образовавшееся после сноса Терминала 2 свободное пространство, поэтому при планируемом достижении к 2020 году максимального пассажирского трафика в 55 млн человек в год оба терминала будут достраиваться и расширяться, увеличивая тем самым пропускную способность всего аэропортового комплекса.
1 июня 2009 года в Международном аэропорту Торонто Пирсон произвёл посадку двухэтажный Airbus А380 национальной авиакомпании Объединённых Арабских Эмиратов Emirates Airline. В настоящем периоде крупнейшие в мире пассажирские самолёты A380 выполняют регулярные рейсы из Пирсона в Международный аэропорт Дубая еженедельно по понедельникам, средам и пятницам.
Операционная нагрузка на Международный аэропорт Торонто Пирсон более-менее равномерна в течение всего года, а в течение суток пик пассажирского трафика и числа взлётов/посадок грузовых и пассажирских самолётов приходится на период с 3 до 7 вечера вне зависимости от дня недели. Ближе к вечеру в Пирсон прибывает основная масса трансатлантических рейсов из Европы, а поздно ночью в порт прибывают транстихоокеанские рейсы из стран Восточном Азии.
В 2020 году аэропорт был удостоен награды Skytrax World Airport Awards как самый лучший среди аэропортов мира с годовым пассажиропотоком от 50 до 60 миллионов человек.

## Происшествия
- Самая тяжёлая катастрофа произошла 5 июля 1970 года с Douglas DC-8 компании Air Canada, выполнявшего рейс 621 по маршруту Монреаль—Торонто—Лос-Анджелес. По ошибке, спойлеры были выпущены до того, как самолет коснулся земли. В результате грубой посадки оторвало правый внешний двигатель вместе с пилоном и частью обшивки крыла, при этом были повреждены топливные баки. Экипаж предпринял уход на второй круг, но при повторном заходе загоревшееся топливо вызвало взрывы топливных баков, что затем разрушило крыло. Погибли все 100 пассажиров и 9 членов экипажа.

- 26 июня 1978 — самолёт, выполнявший рейс Air Canada 189 в Виннипег, после прерванного взлета выехал за пределы взлётной полосы. Из 107 пассажиров 2 погибли.
- 2 августа 2005 — при посадке потерпел крушение Airbus A340, следовавший из Парижа в Торонто. На борту самолёта на момент крушения находилось 297 пассажиров и 12 членов экипажа. К Торонто самолет подлетел по расписанию, около 15:50 по местному времени. Сразу же зайти на посадку из-за сложных метеоусловий не получилось — в районе взлетно-посадочной полосы бушевала гроза, шёл проливной дождь. Сделав несколько кругов, всепогодный лайнер тем не менее коснулся земли в 16:03. A340 не смог остановиться до конца полосы, пробил ограждение аэродрома и проехал ещё две сотни метров, пока не увяз окончательно в овраге недалеко от крупной автотрассы 401, развалившись надвое. Через несколько минут (по разным данным, от двух до пяти) самолет загорелся. Пострадали 43 человека. Погибших нет.

- 17 февраля 2025 —  Пассажирский самолёт Bombardier CRJ900LR авиакомпании Delta Airlines перевернулся при посадке, пострадали 15 человек, трое находятся в критическом состоянии.